# Međunarodna zajednica
Međunarodna zajednica, izraz koji se koristi u geopolitici i međunarodnim odnosima. Odnosi se na široku skupinu ljudi i vlada na svijetu. Ne odnosi se doslovno na sve nacije ili države na svijetu. Izraz se obično rabi rad impliciranja postojanja zajedničke točke gledišta na stvari kao što su posebna pitanja poput ljudskih prava. Aktivisti, političari i komentatori često se služe tim izrazom pozivajući neka se poduzme akcija; npr. akcije protiv nečega što je po njihovu mišljenju politička represija u ciljanoj državi.